# Sân bay Lawas
Sân bay Lawas (IATA: LWY, ICAO: WBGW) là một sân bay phục vụ Lawas, một thị xã ở bang Sarawak ở Malaysia. Sân bay này có 1 đường băng dài 2250 m bề mặt bitum.

## Các hãng hàng không và các tuyến điểm
Hiện có các hãng sau đang hoạt động tại sân bay này:
- Malaysia Airlines[3]
  - MASwings (Ba'kelalan, Limbang, Miri)